# Mont Shisuniwa
Le mont Shisuniwa (四寸岩山, Shisuniwa-san) est une montagne culminant à 1 236 m d'altitude dans les monts Ōmine, à la limite des villages de Kurotaki et Kawakami dans la préfecture de Nara au Japon.
Shisuniwa signifie littéralement le « Rocher des quatre soleils ». Les autres noms de la montagne sont mont Yonsun (Yonsuniwa-san) et mont Moriya (Moriya-dake).